# ソフトウェアライセンス
ソフトウェアライセンス（software license）は、コンピュータのソフトウェアについて、ソフトウェア利用者が遵守すべき事項を記載した文書（ライセンス）である。
ソフトウェアライセンスは、一般的には各国の著作権法や不正競争防止法、公務員法、国家機密などに基づくソフトウェア利用許諾契約の一部として取り扱われるものであり、ソフトウェアライセンスに反してソフトウェアを使用することは、ソフトウェア作者の著作権を侵害するものとして、著作権法に反する不法な行為とみなされる。仕様等が国家機密に指定されているソフトウェアを不正に利用する行為は、国益を著しく毀損するものとして、国家公務員法や地方公務員法、自衛隊法、特定秘密保護法などに基づき、より厳しい罰則が適用される。しかし、厳しいソフトウェアライセンスのひとつとして知られるGNU General Public Licenseに違反した者に対し、そのような厳しい罰則が適用されたという話はあまり聞かない。
ソフトウェアライセンスは「著作物の使用許諾契約の一部」であるという性質上、ソフトウェアの利用を開始する前に必ず利用者の同意が求められる。この「同意を求める行為」は、最も一般的な方法としては、ソフトウェアのインストール時にソフトウェアライセンスを表示し、利用者に「ソフトウェアライセンスの内容に同意する」旨の入力を行わせる（典型的には「同意する」ボタンのクリック）ことによって実施されている。もし利用者がソフトウェアライセンスの内容に同意しなかった場合は、その時点で使用許諾契約は不成立となり、ソフトウェアのインストールが中止されるようになっている。しかし、このような手法について一部の実務者が主張するような法的有効性を、法学者がそのまま認めている例はあまり見られないようである。

## ソフトウェアライセンスの内容
商用ソフトウェアのソフトウェアライセンスには、主に以下のような事項が含まれる。
- ソフトウェアを利用できる人数（ないしコンピュータの台数 等）
- サーバソフトウェアの場合、サーバの台数（ないしCPUの数、インスタンスの数 等）
- ソフトウェアの利用可能期間（サブスクリプションや体験版など）
- ソフトウェアの利用場所（第三者への貸与および譲渡禁止など）
- ソフトウェアの利用目的（アカデミック版など）
- 特定の利用方法の禁止（リバースエンジニアリングや公序良俗に反する利用方法など）

### 商用ソフトウェアのライセンス許諾契約
ライセンス許諾契約として、利用時の条件が記載されている。各ソフトウェアやソフトウェアメーカーによって許諾される条件が大きく異なるため、正しく把握した上で利用することが不可欠である。たとえば、以下のような利用を行う場合には注意が必要となる。
- 利用者（ないし利用企業）を変更する場合
- 第三者と共有するPCを利用する場合
- 購入した国以外で利用する場合
- 学生時代に購入したライセンス（アカデミック版）を卒業後に利用する場合[2]
- 複数PCでのインストールおよび利用する場合
- 仮想化ソフトウェアを用いて利用する場合
- （サーバソフトウェアの）ハードウェア構成を変更する場合
- （デジタルコンテンツ制作ツールや素材集等を用いて）ポルノの制作を行う場合
- 対象年齢が明記されているゲームソフトなどを児童若しくは未成年者が利用する場合[3][4]

## 無償ソフトウェアのライセンス
ソフトウェアは著作物であるため、有償のソフトウェア、無償のソフトウェアに関わらず、そのソフトウェアの利用を著作権者が許諾する条件を決めることができる。そのため、無償で利用可能なソフトウェアであっても、ソフトウェアライセンスは存在しており、そのソフトウェアは著作権者の想定する条件内で利用することが必要である。

### 自由ソフトウェアのライセンス
無償のソフトウェアの一形態として自由ソフトウェアライセンスがある。
自由ソフトウェアのソフトウェアライセンスの形態としてよく知られているのが、GNU General Public License（GPL）である。GPLで挙げられている条件の一例として、GPLで配布されたソフトウェア自身やその派生物を頒布するにあたり、「バイナリを配布する再には受領者に配布物に相当するソースコードを提供しなければならない」という条件がある。これに違反する行為を行うことは、商用ソフトウェアの違法コピー等と同様に、著作権法違反として取り扱われることになる。詳細は自由ソフトウェアやGNU GPLの項目を参照のこと。

### ユーザーの倫理と権利
新しい概念であるため、ソフトウェアのユーザーが持つべき権利についての考え方は、まだ発展途上である。自由ソフトウェアコミュニティでは、ユーザーは使っているソフトウェアの修正や再配布を自由に行えるべきだと考えられている。そうすることで自分のコンピュータを制御でき、各人が協力できるようになり、場合によっては複数の人々が集まって、特定のソフトウェアを特定の方向に進化させることが可能になる。また、そうなるような権利が保証されるべきだと彼らは主張する。他の人々は、ソフトウェアの作者がユーザーにどのような権利を与えるかを制御できるようにすべきだと主張している。
前者の哲学は、1960年代に始まるハッカー文化にその源流の一部がある。

## ライセンス形態の種類
- オープンソース
- フリーウェア
- 自由ソフトウェア
- ドネーションウェア
- メールウェア
- シェアウェア
- 商用ソフトウェア、市販ソフトウェア